# Països Baixos al Festival de la Cançó d'Eurovisió
Països Baixos són un dels pocs països que han participat en el Festival de la Cançó d'Eurovisió des de la primera edició (1956). A data de 2007, només Bèlgica, Alemanya, França i el Regne Unit han participat més vegades.
A través dels anys, els Països Baixos han tingut un èxit relatiu al festival, el qual l'han guanyat cinc vegades (encara que això els col·loca dins dels millors països). La seva primera victòria va ocórrer en 1957 amb la cançó «Net als toen» de Corry Brokken. Dos anys després, en 1959, hi van anar amb «Een beetje» de Teddy Scholten. En 1969, els Països Baixos van obtenir la victòria amb Lenny Kuhr i «De troubadour», encara que la van compartir amb França, Espanya i el Regne Unit. Les dues últimes victòria neerlandeses van venir en 1975, amb el grup Teach-In i «Ding-a-Dong», i en 2019, amb Duncan Laurence i «Arcade», entre les quals hi ha una diferència de quaranta-quatre anys. Els Països Baixos han acabat dues ocasions amb zero punts i, per tant, en última posició, en 1962 amb De Spelbrekers i en 1963 amb Annie Palmen.
Des que van començar a participar, els Països Baixos solament hi han faltat en quatre ocasions. En 1985 i 1991, el país es va absentar a causa que Eurovisió va tenir lloc el 4 de maig, Dia de Commemoració al Regne. En 1995 i 2002 el país va ser relegat a causa del baix resultat obtingut en les edicions passades.
El festival s'ha realitzat cinc vegades als Països Baixos. En 1958, 1970, 1976 i 2020 a causa que havia guanyat les edicions anteriors. Malgrat haver guanyat l'edició de 1959, l'organització de l'esdeveniment en 1958 havia deixat a la radiodifusora sense fons suficients per tornar a organitzar el festival i va cedir l'honor al Regne Unit i a la BBC. En 1980 els Països Baixos van organitzar el festival després que Israel es refusés a fer-ho.
Des de començaments del mil·lenni, els Països Baixos no han tingut un bon resultat amb les seves cançons, fins al punt que l'any 2004 va quedar sisena en la semifinal amb una puntuació de 146 punts i en la final va obtenir un 20è lloc amb només 11 punts, de manera que no aconseguí classificar-se a la ronda final en set ocasions consecutives, en part a causa de la introducció del televot. Igual que els països d'Europa occidental, el Regne no té aliats lleials perquè li donin altes puntuacions, però Bèlgica i Israel són els països que comunament li donen la major quantitat de punts. D'altra banda i a raó de la diàspora turca i armènia, els Països Baixos sempre han donat altes puntuacions a Turquia i a Armènia. Els Països Baixos van participar en el festival de 2012 a Bakú, encara que no van aconseguir arribar a la final per vuitena vegada consecutiva. En 2013 va participar Anouk amb el tema «Birds», qui va aconseguir la 5a posició a Malmö en la semifinal (el seu millor resultat en la semifinal) i la 9a posició en la final. En 2014, aquest país va donar la sorpresa, ja que no partia com un dels favorits de les apostes de pagament, i va quedar 1a en la seva semifinal i 2a en la gran final, de manera que van quedar a un pas de la victòria. En 2015, novament es quedà sense final amb el tema «Walk Along» i la cantant Trijntje Oosterhuis, qui va acabar 14a amb 33 punts en la seva semifinal. En 2016, després de no classificar l'any previ, va seguir la bona ratxa començada en 2013 i aquell any van enviar Douwe Bob amb «Slow Down», tema que amb certa ajuda del jurat seria novament 5a en la semifinal i 11a en la gran final amb 153 punts. En 2017, va ocórrer cosa similar que a l'any anterior amb O'G3NE, amb un suport espectacular per part del jurat (a causa del seu gran directe), les quals van quedar quartes en la semifinal i onzenes en la gran final amb 150 punts. Un any més tard, Waylon quedà 18è amb 121 punts. En 2019, els Països Baixos van guanyar el festival 44 anys després de l'última vegada gràcies al tema «Arcade» de Duncan Laurence, qui va obtenir 498 punts.
En un total de 25 vegades, aquest país ha estat dins del TOP-10 dins d'una gran final.

## Participacions
Llegenda
| Any                         | Seu                | Artista                   | Cançó                       | Final                        | Punts                        | Semifinal                   | Punts                       |
| --------------------------- | ------------------ | ------------------------- | --------------------------- | ---------------------------- | ---------------------------- | --------------------------- | --------------------------- |
| 1956                        | Lugano             | Jetty Paerl               | «De vogels van Holland»     | No es van publicar resultats | No es van publicar resultats | No va haver-hi semifinals   | No va haver-hi semifinals   |
| 1956                        | Lugano             | Corry Brokken             | «Voorgoed voorbij»          | No es van publicar resultats | No es van publicar resultats | No va haver-hi semifinals   | No va haver-hi semifinals   |
| 1957                        | Frankfurt del Main | Corry Brokken             | «Net als toen»              | 1                            | 31                           | No va haver-hi semifinals   | No va haver-hi semifinals   |
| 1958                        | Hilversum          | Corry Brokken             | «Heel De Wereld»            | 9                            | 1                            | No va haver-hi semifinals   | No va haver-hi semifinals   |
| 1959                        | Canes              | Teddy Scholten            | «Een beetje»                | 1                            | 21                           | No va haver-hi semifinals   | No va haver-hi semifinals   |
| 1960                        | Londres            | Rudi Carrell              | «Wat Een Geluk»             | 12                           | 2                            | No va haver-hi semifinals   | No va haver-hi semifinals   |
| 1961                        | Canes              | Greetje Kauffeld          | «Wat Een Dag»               | 10                           | 6                            | No va haver-hi semifinals   | No va haver-hi semifinals   |
| 1962                        | Luxemburg          | De Spelbrekers            | «Katinka»                   | 13                           | 0                            | No va haver-hi semifinals   | No va haver-hi semifinals   |
| 1963                        | Londres            | Annie Palmen              | «Een Speeldoos»             | 13                           | 0                            | No va haver-hi semifinals   | No va haver-hi semifinals   |
| 1964                        | Copenhaguen        | Anneke Grönloh            | «Jij Bent Mijn Leven»       | 10                           | 2                            | No va haver-hi semifinals   | No va haver-hi semifinals   |
| 1965                        | Nàpols             | Conny Vandenbos           | «'t Is Genoeg»              | 11                           | 5                            | No va haver-hi semifinals   | No va haver-hi semifinals   |
| 1966                        | Luxemburg          | Milly Scott               | «Fernando en Filippo»       | 15                           | 2                            | No va haver-hi semifinals   | No va haver-hi semifinals   |
| 1967                        | Viena              | Thérèse Steinmetz         | «Ring-Dinge-Ding»           | 14                           | 2                            | No va haver-hi semifinals   | No va haver-hi semifinals   |
| 1968                        | Londres            | Ronnie Tober              | «Morgen»                    | 16                           | 1                            | No va haver-hi semifinals   | No va haver-hi semifinals   |
| 1969                        | Madrid             | Lenny Kuhr                | «De troubadour»             | 1                            | 18                           | No va haver-hi semifinals   | No va haver-hi semifinals   |
| 1970                        | Amsterdam          | Hearts of Soul            | «Waterman»                  | 7                            | 7                            | No va haver-hi semifinals   | No va haver-hi semifinals   |
| 1971                        | Dublín             | Saskia & Serge            | «Tijd»                      | 7                            | 85                           | No va haver-hi semifinals   | No va haver-hi semifinals   |
| 1972                        | Edimburg           | Sandra & Andres           | «Als 't Om De Liefde Gaat»  | 4                            | 106                          | No va haver-hi semifinals   | No va haver-hi semifinals   |
| 1973                        | Luxemburg          | Ben Cramer                | «De Oude Muzikant»          | 14                           | 69                           | No va haver-hi semifinals   | No va haver-hi semifinals   |
| 1974                        | Brighton           | Mouth & MacNeal           | «I see a star»              | 3                            | 15                           | No va haver-hi semifinals   | No va haver-hi semifinals   |
| 1975                        | Estocolm           | Teach-In                  | «Ding-a-dong»               | 1                            | 152                          | No va haver-hi semifinals   | No va haver-hi semifinals   |
| 1976                        | La Haia            | Sandra Reemer             | «The Party's Over»          | 9                            | 56                           | No va haver-hi semifinals   | No va haver-hi semifinals   |
| 1977                        | Londres            | Heddy Lester              | «De Mallemolen»             | 12                           | 35                           | No va haver-hi semifinals   | No va haver-hi semifinals   |
| 1978                        | París              | Harmony                   | «'t Is OK»                  | 13                           | 37                           | No va haver-hi semifinals   | No va haver-hi semifinals   |
| 1979                        | Jerusalem          | Xandra                    | «Colorado»                  | 12                           | 51                           | No va haver-hi semifinals   | No va haver-hi semifinals   |
| 1980                        | La Haia            | Maggie MacNeal            | «Amsterdam»                 | 5                            | 93                           | No va haver-hi semifinals   | No va haver-hi semifinals   |
| 1981                        | Dublín             | Linda Williams            | «Het Is Een Wonder»         | 9                            | 51                           | No va haver-hi semifinals   | No va haver-hi semifinals   |
| 1982                        | Harrogate          | Bill van Dijk             | «Jij En Ik»                 | 16                           | 8                            | No va haver-hi semifinals   | No va haver-hi semifinals   |
| 1983                        | Múnic              | Bernadette                | «Sing me a song»            | 7                            | 66                           | No va haver-hi semifinals   | No va haver-hi semifinals   |
| 1984                        | Luxemburg          | Maribelle                 | «Ik Hou Van Jou»            | 13                           | 34                           | No va haver-hi semifinals   | No va haver-hi semifinals   |
| No hi va participar en 1985 |                    |                           |                             |                              |                              |                             |                             |
| 1986                        | Bergen             | Frizzle Sizzle            | «Alles Heeft Ritme»         | 13                           | 40                           | No va haver-hi semifinals   | No va haver-hi semifinals   |
| 1987                        | Brussel·les        | Marcha                    | «Rechtop In De Wind»        | 5                            | 83                           | No va haver-hi semifinals   | No va haver-hi semifinals   |
| 1988                        | Dublín             | Gerard Joling             | «Shangri-La»                | 9                            | 70                           | No va haver-hi semifinals   | No va haver-hi semifinals   |
| 1989                        | Lausana            | Justine Pelmelay          | «Blijf Zoals Je Bent»       | 15                           | 45                           | No va haver-hi semifinals   | No va haver-hi semifinals   |
| 1990                        | Zagreb             | Maywood                   | «Ik Wil Alles Met Je Delen» | 15                           | 25                           | No va haver-hi semifinals   | No va haver-hi semifinals   |
| No hi va participar en 1991 |                    |                           |                             |                              |                              |                             |                             |
| 1992                        | Malmö              | Humphrey Campbell         | «Wijs Me De Weg»            | 9                            | 67                           | No va haver-hi semifinals   | No va haver-hi semifinals   |
| 1993                        | Millstreet         | Ruth Jacott               | «Vrede»                     | 6                            | 92                           | Kvalifikacija za Millstreet | Kvalifikacija za Millstreet |
| 1994                        | Dublín             | Willeke Alberti           | «Waar Is De Zon»            | 23                           | 4                            | No va haver-hi semifinals   | No va haver-hi semifinals   |
| No hi va participar en 1995 |                    |                           |                             |                              |                              |                             |                             |
| 1996                        | Oslo               | Maxine & Franklin Brown   | «De Eerste Keer»            | 7                            | 78                           | 9                           | 63                          |
| 1997                        | Dublín             | Mrs. Einstein             | «Niemand Heeft Nog Tijd»    | 22                           | 5                            | No va haver-hi semifinals   | No va haver-hi semifinals   |
| 1998                        | Birmingham         | Edsilia Rombley           | «Hemel En Aarde»            | 4                            | 150                          | No va haver-hi semifinals   | No va haver-hi semifinals   |
| 1999                        | Jerusalem          | Marlayne Sahupala         | «One good reason»           | 9                            | 71                           | No va haver-hi semifinals   | No va haver-hi semifinals   |
| 2000                        | Estocolm           | Linda Wagenmakers         | «No goodbyes»               | 13                           | 40                           | No va haver-hi semifinals   | No va haver-hi semifinals   |
| 2001                        | Copenhaguen        | Michelle                  | «Out on my own»             | 19                           | 16                           | No va haver-hi semifinals   | No va haver-hi semifinals   |
| No hi va participar en 2002 |                    |                           |                             |                              |                              |                             |                             |
| 2003                        | Riga               | Esther Hart               | «One more night»            | 13                           | 45                           | No va haver-hi semifinals   | No va haver-hi semifinals   |
| 2004                        | Istanbul           | Re-Union                  | «Without you»               | 20                           | 11                           | 6                           | 146                         |
| 2005                        | Kíev               | Glennis Grace             | «My impossible dream»       | No es va classificar         | No es va classificar         | 14                          | 53                          |
| 2006                        | Atenes             | Treble                    | «Amambanda»                 | No es va classificar         | No es va classificar         | 20                          | 22                          |
| 2007                        | Hèlsinki           | Edsilia Rombley           | «On top of the world»       | No es va classificar         | No es va classificar         | 21                          | 38                          |
| 2008                        | Belgrad            | Hind                      | «Your heart belongs to me»  | No es va classificar         | No es va classificar         | 13                          | 27                          |
| 2009                        | Moscou             | De Toppers                | «Shine»                     | No es va classificar         | No es va classificar         | 17                          | 11                          |
| 2010                        | Oslo               | Sieneke                   | «Ik ben verliefd»           | No es va classificar         | No es va classificar         | 14                          | 29                          |
| 2011                        | Düsseldorf         | 3JS                       | «Never alone»               | No es va classificar         | No es va classificar         | 19                          | 13                          |
| 2012                        | Bakú               | Joan Franka               | «You and me»                | No es va classificar         | No es va classificar         | 15                          | 35                          |
| 2013                        | Malmö              | Anouk                     | «Birds»                     | 9                            | 114                          | 6                           | 75                          |
| 2014                        | Copenhaguen        | The Common Linnets        | «Calm after the storm»      | 2                            | 238                          | 1                           | 150                         |
| 2015                        | Viena              | Trijntje Oosterhuis       | «Walk along»                | No es va classificar         | No es va classificar         | 14                          | 33                          |
| 2016                        | Estocolm           | Douwe Bob                 | «Slow Down»                 | 11                           | 153                          | 5                           | 197                         |
| 2017                        | Kíev               | O'G3NE                    | «Lights and Shadows»        | 11                           | 150                          | 4                           | 200                         |
| 2018                        | Lisboa             | Waylon                    | «Outlaw in 'Em»             | 18                           | 121                          | 7                           | 174                         |
| 2019                        | Tel-Aviv           | Duncan Laurence           | «Arcade»                    | 1                            | 498                          | 1                           | 280                         |
| 2020                        | Rotterdam          | Jeangu Macrooy            | «Grow»                      | Festival cancel·lat          | Festival cancel·lat          | Festival cancel·lat         | Festival cancel·lat         |
| 2021                        | Rotterdam          | Jeangu Macrooy            | «Birth of a New Age»        | 23                           | 11                           | País amfitrió               | País amfitrió               |
| 2022                        | Torí               | S10                       | «De Diepte»                 | 11                           | 171                          | 2                           | 221                         |
| 2023                        | Liverpool          | Mia Nicolai & Dion Cooper | «Burning Daylight»          | No es va classificar         | No es va classificar         | 13                          | 7                           |
| 2024                        | Malmö              | Joost Klein               | «Europapa»                  | Desqualificat                | Desqualificat                | 2                           | 182                         |
| 2025                        | Basilea            | Claude                    | «C'est La Vie»              | 12                           | 175                          | 3                           | 121                         |
| 2026                        | Àustria            |                           |                             |                              |                              |                             |                             |

## Festivals organitzats als Països Baixos
Llegenda
| Edició                                | Ciutat seu | Localització                            | Presentadors                                                 |
| ------------------------------------- | ---------- | --------------------------------------- | ------------------------------------------------------------ |
| Festival de la Cançó d'Eurovisió 1958 | Hilversum  | Estudis AVRO                            | Hannie Lips                                                  |
| Festival de la Cançó d'Eurovisió 1970 | Amsterdam  | RAI Amsterdam                           | Willy Dobbe                                                  |
| Festival de la Cançó d'Eurovisió 1976 | La Haia    | Centre de Congressos dels Països Baixos | Corry Brokken                                                |
| Festival de la Cançó d'Eurovisió 1980 | La Haia    | Centre de Congressos dels Països Baixos | Marlous Fluitsma                                             |
| Festival de la Cançó d'Eurovisió 2020 | Rotterdam  | Ahoy Rotterdam                          | Chantal Janzen, Edsilia Rombley & Jan Smit / Nikkie de Jager |
| Festival de la Cançó d'Eurovisió 2021 | Rotterdam  | Ahoy Rotterdam                          | Edsilia Rombley, Chantal Janzen, Jan Smit i Nikkie de Jager  |

## Votació dels Països Baixos
Fins a 2019, la votació dels Països Baixos ha estat:
| Més punts atorgats només en la gran final | Més punts atorgats només en la gran final | Més punts atorgats només en la gran final |
| Pos.                                      | País                                      | Punts                                     |
| ----------------------------------------- | ----------------------------------------- | ----------------------------------------- |
| 1                                         | Suècia                                    | 190                                       |
| 2                                         | Bèlgica                                   | 173                                       |
| 3                                         | Alemanya                                  | 167                                       |
| 4                                         | França                                    | 162                                       |
| 5                                         | Regne Unit                                | 153                                       |

| Més punts atorgats en semifinals i final | Més punts atorgats en semifinals i final | Més punts atorgats en semifinals i final |
| Pos.                                     | País                                     | Punts                                    |
| ---------------------------------------- | ---------------------------------------- | ---------------------------------------- |
| 1                                        | Suècia                                   | 272                                      |
| 2                                        | Bèlgica                                  | 229                                      |
| 3                                        | Dinamarca                                | 218                                      |
| 4                                        | Noruega                                  | 211                                      |
| 5                                        | Israel                                   | 185                                      |

| Més punts rebuts només en la final | Més punts rebuts només en la final | Més punts rebuts només en la final |
| Pos.                               | País                               | Punts                              |
| ---------------------------------- | ---------------------------------- | ---------------------------------- |
| 1                                  | Bèlgica                            | 168                                |
| 2                                  | França                             | 158                                |
| 3                                  | Irlanda                            | 151                                |
| 4                                  | Alemanya                           | 147                                |
| 5                                  | Suïssa                             | 138                                |

| Més punts rebuts en semifinals i final | Més punts rebuts en semifinals i final | Més punts rebuts en semifinals i final |
| Pos.                                   | País                                   | Punts                                  |
| -------------------------------------- | -------------------------------------- | -------------------------------------- |
| 1                                      | Bèlgica                                | 268                                    |
| 2                                      | Irlanda                                | 199                                    |
| 3                                      | Alemanya                               | 198                                    |
| 4                                      | França                                 | 195                                    |
| 5                                      | Dinamarca                              | 192                                    |

## 12 punts
- Els Països Baixos han donat 12 punts a:

| Any  | País                |
| ---- | ------------------- |
| 2004 | Sèrbia i Montenegro |
| 2005 | Dinamarca           |
| 2006 | Armènia             |
| 2007 | Turquia             |
| 2008 | Armènia             |
| 2009 | Noruega             |
| 2010 | Israel              |
| 2011 | Suècia              |
| 2012 | Suècia              |
| 2013 | Dinamarca           |
| 2014 | Armènia             |
| 2015 | Bèlgica             |

| Any  | Jurat    | Televot   |
| ---- | -------- | --------- |
| 2016 | Croàcia  | Armènia   |
| 2017 | Bulgària | Bulgària  |
| 2018 | Suècia   | Dinamarca |
| 2019 | Suècia   | Noruega   |
| 2021 | Suècia   | Noruega   |

| Any  | País                | Any  | País                | Any  | País      |
| ---- | ------------------- | ---- | ------------------- | ---- | --------- |
| 1975 | Luxemburg           | 1989 | Dinamarca           | 2003 | Turquia   |
| 1976 | França              | 1990 | França              | 2004 | Turquia   |
| 1977 | Bèlgica             | 1991 | No hi va participar | 2005 | Turquia   |
| 1978 | Israel              | 1992 | Itàlia              | 2006 | Turquia   |
| 1979 | França              | 1993 | Portugal            | 2007 | Turquia   |
| 1980 | Alemanya            | 1994 | Irlanda             | 2008 | Armènia   |
| 1981 | Regne Unit          | 1995 | No hi va participar | 2009 | Noruega   |
| 1982 | Xipre               | 1996 | Irlanda             | 2010 | Armènia   |
| 1983 | Israel              | 1997 | Regne Unit          | 2011 | Dinamarca |
| 1984 | França              | 1998 | Alemanya            | 2012 | Suècia    |
| 1985 | No hi va participar | 1999 | Alemanya            | 2013 | Bèlgica   |
| 1986 | Suïssa              | 2000 | Turquia             | 2014 | Àustria   |
| 1987 | Irlanda             | 2001 | Estònia             | 2015 | Bèlgica   |
| 1988 | Dinamarca           | 2002 | No hi va participar |      |           |

| Any  | Jurat     | Televot  |
| ---- | --------- | -------- |
| 2016 | Austràlia | Bèlgica  |
| 2017 | Portugal  | Portugal |
| 2018 | Alemanya  | Alemanya |
| 2019 | Suècia    | Noruega  |
| 2021 | Suècia    | Noruega  |

## Galeria d'imatges

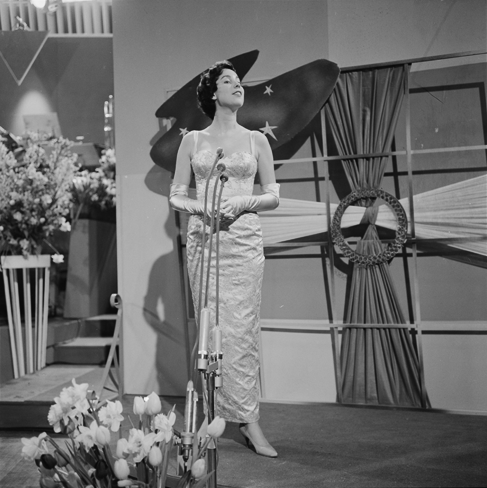
Corry Brokken a Hilversum (1958)
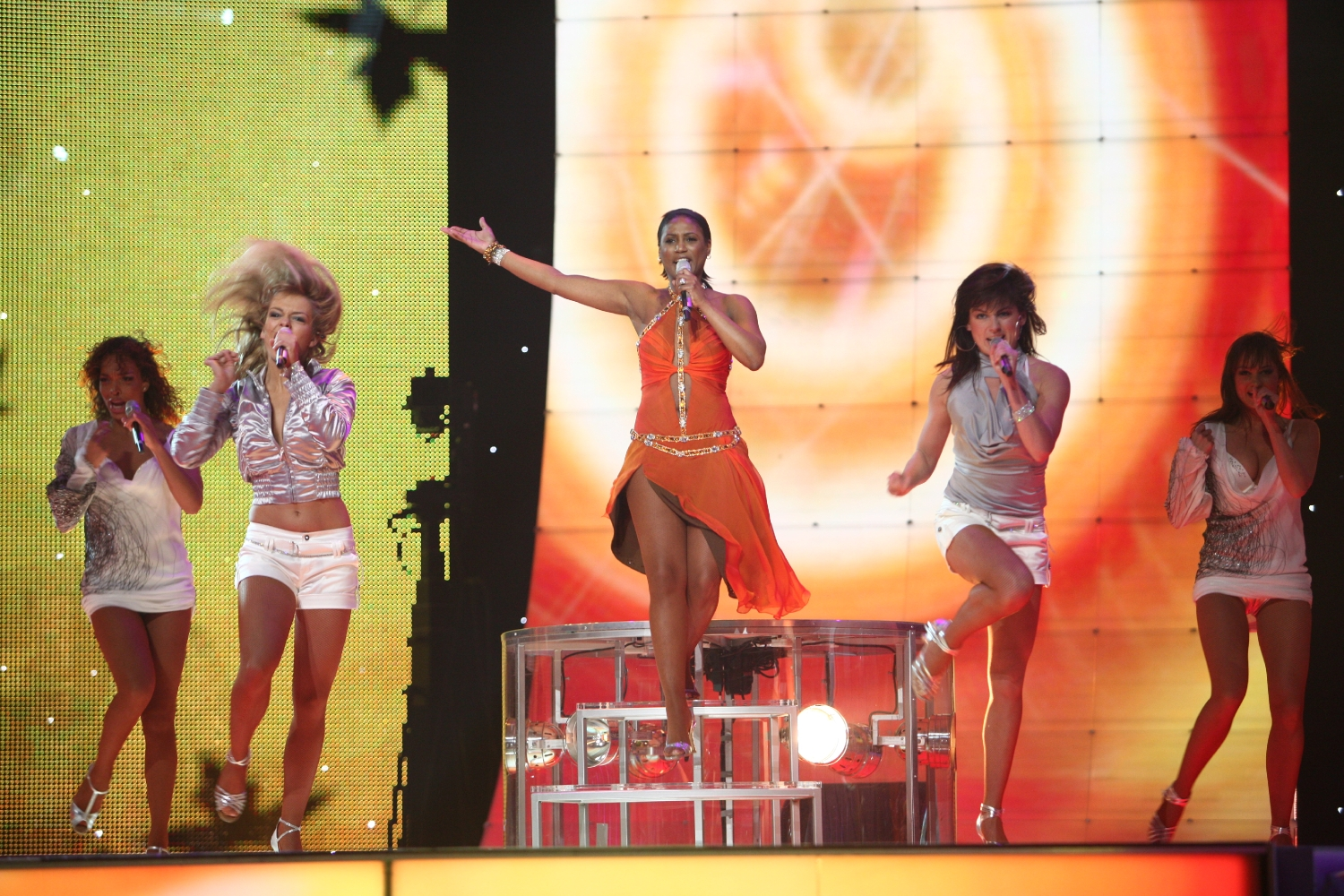
Edsilia Rombley a Hèlsinki (2007)
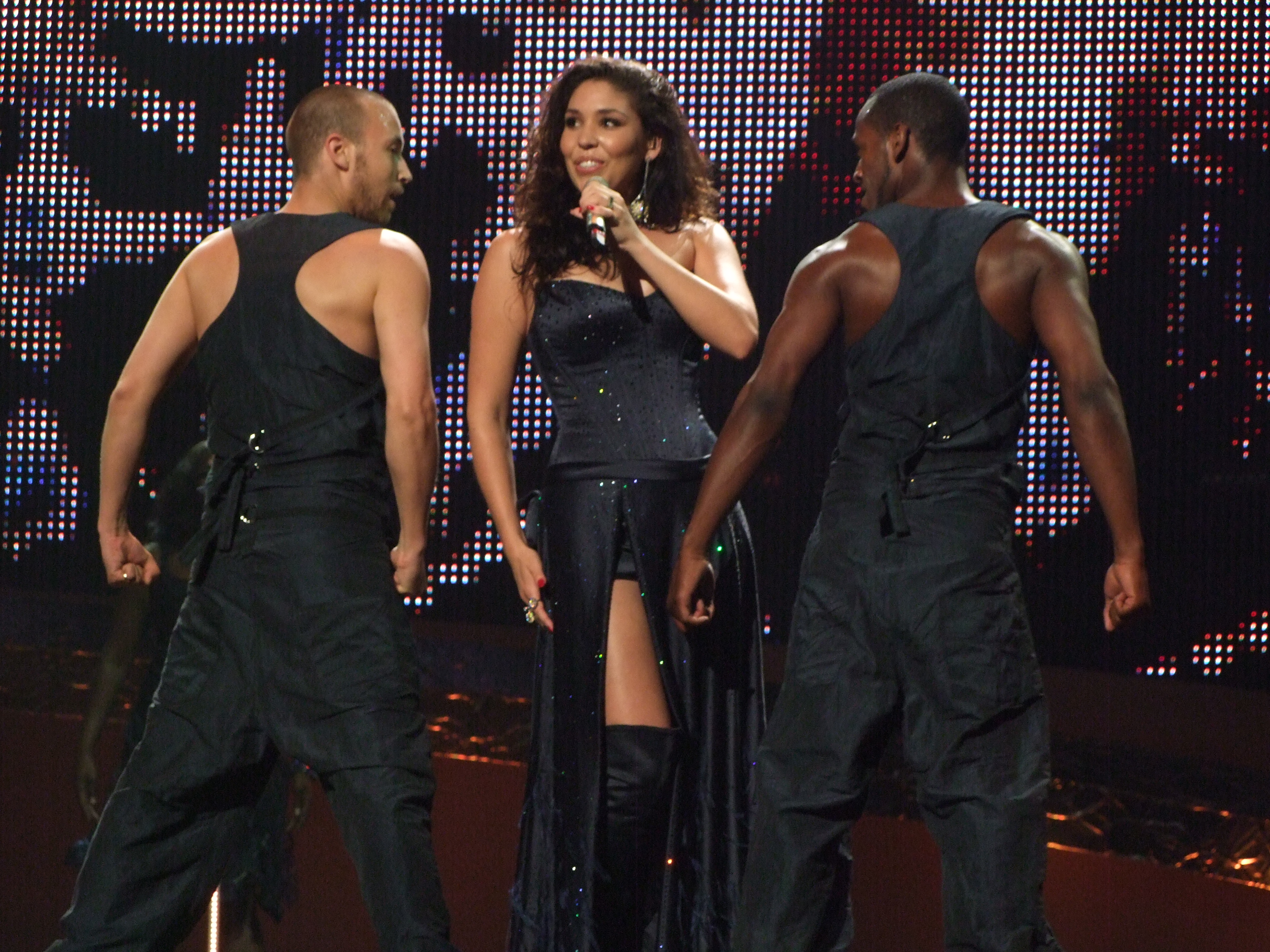
Hind a Belgrad (2008)
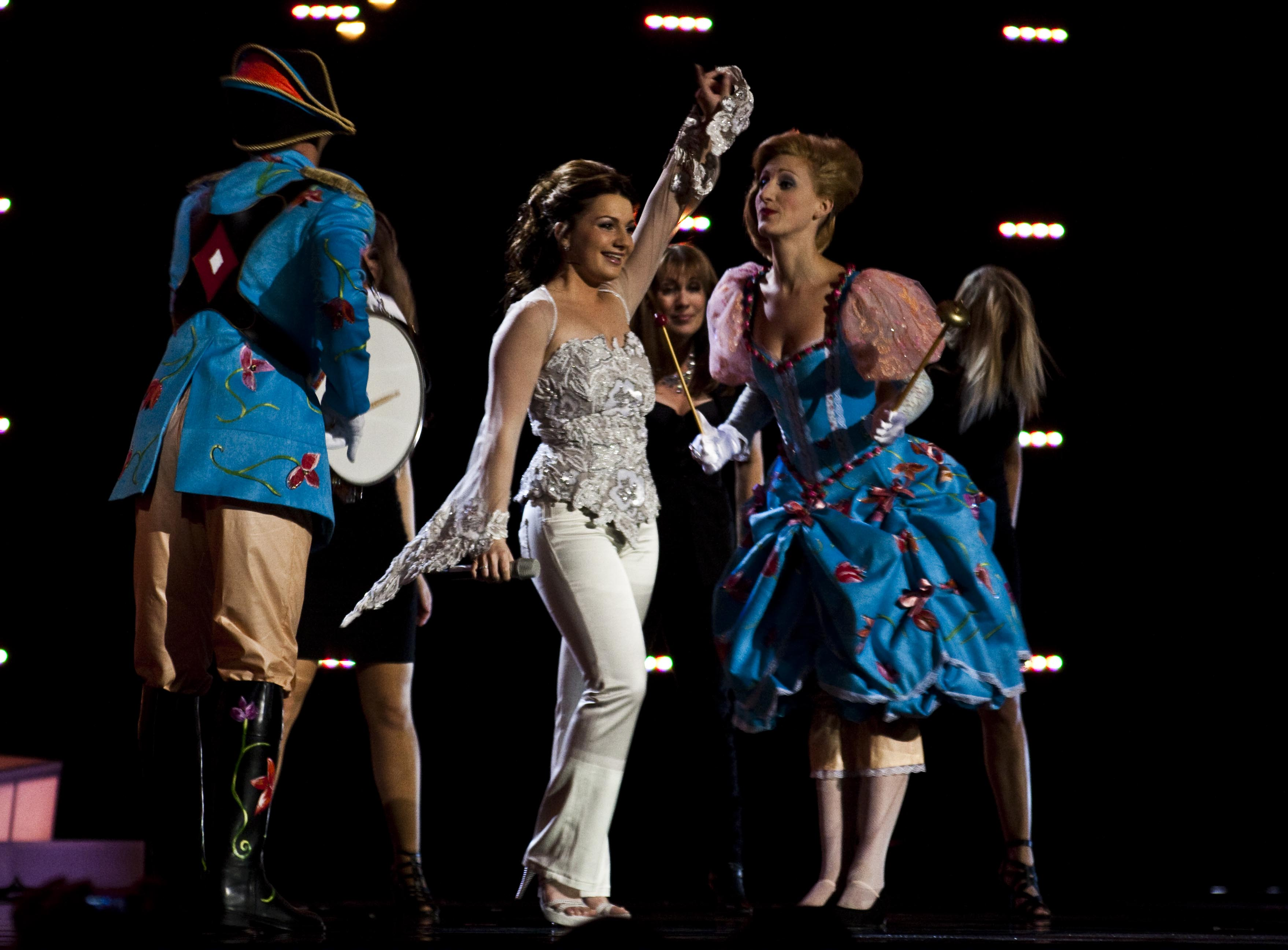
Sieneke a Oslo (2010)
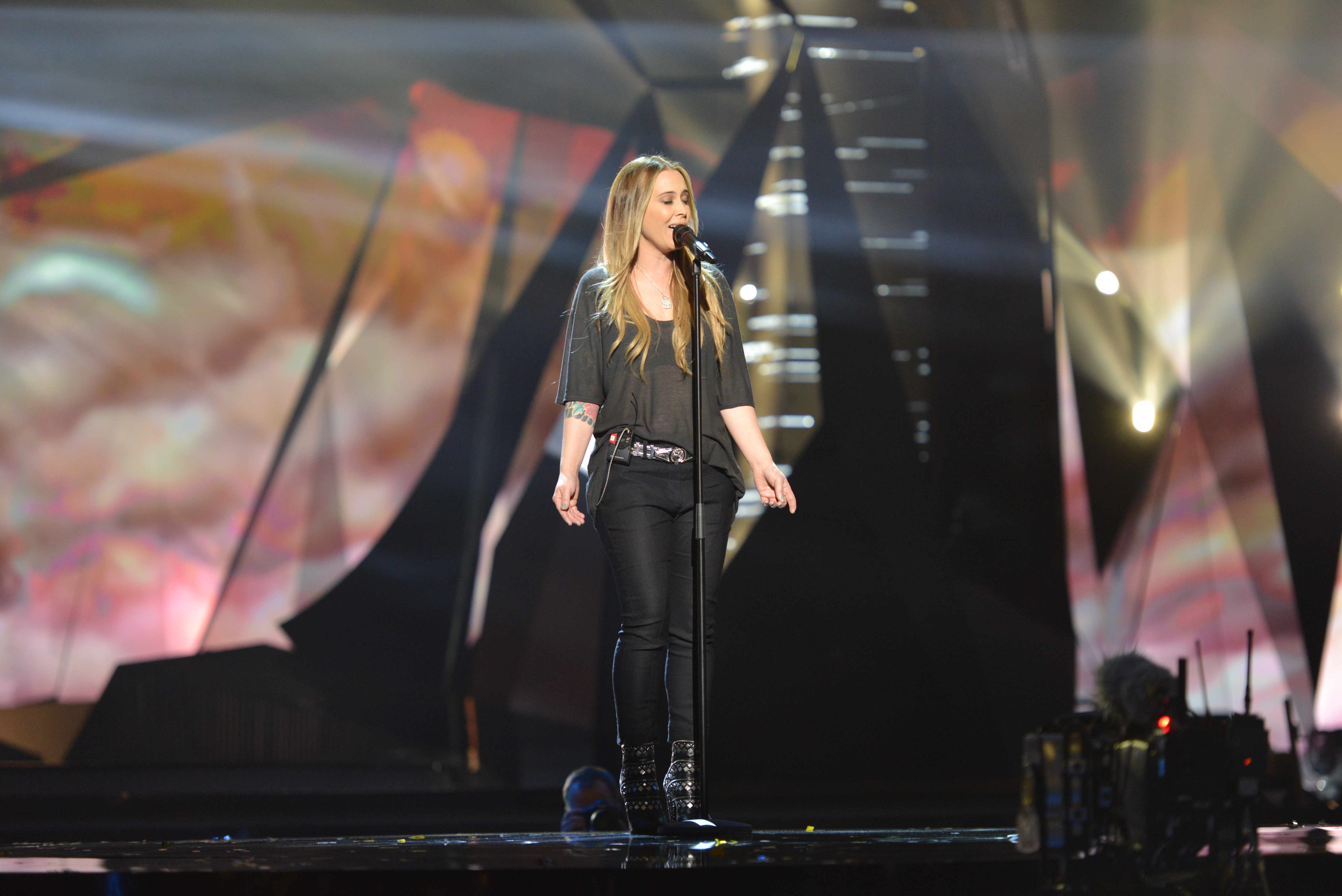
Anouk a Malmö (2013)
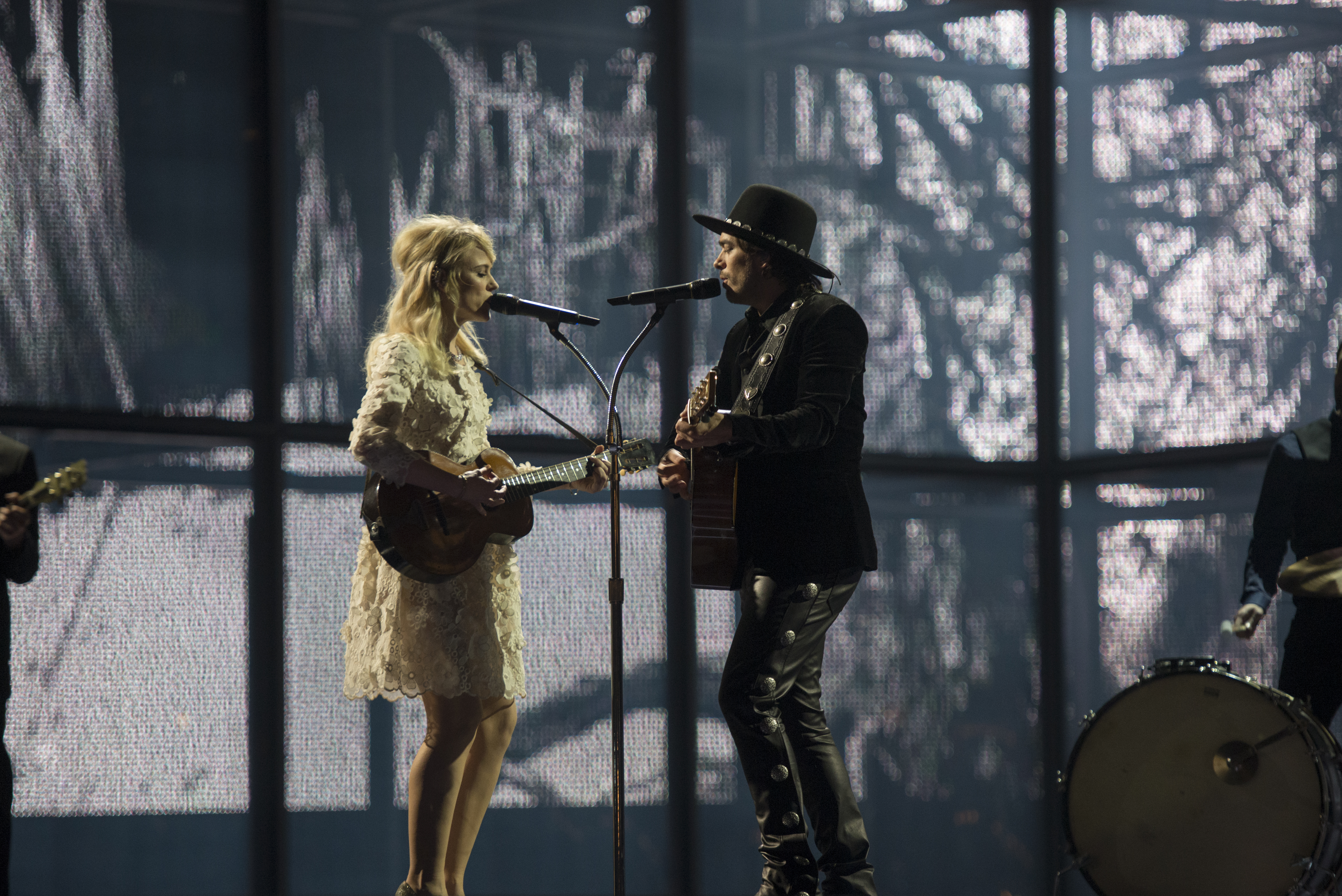
The Common Linnets a Copenhaguen (2014)
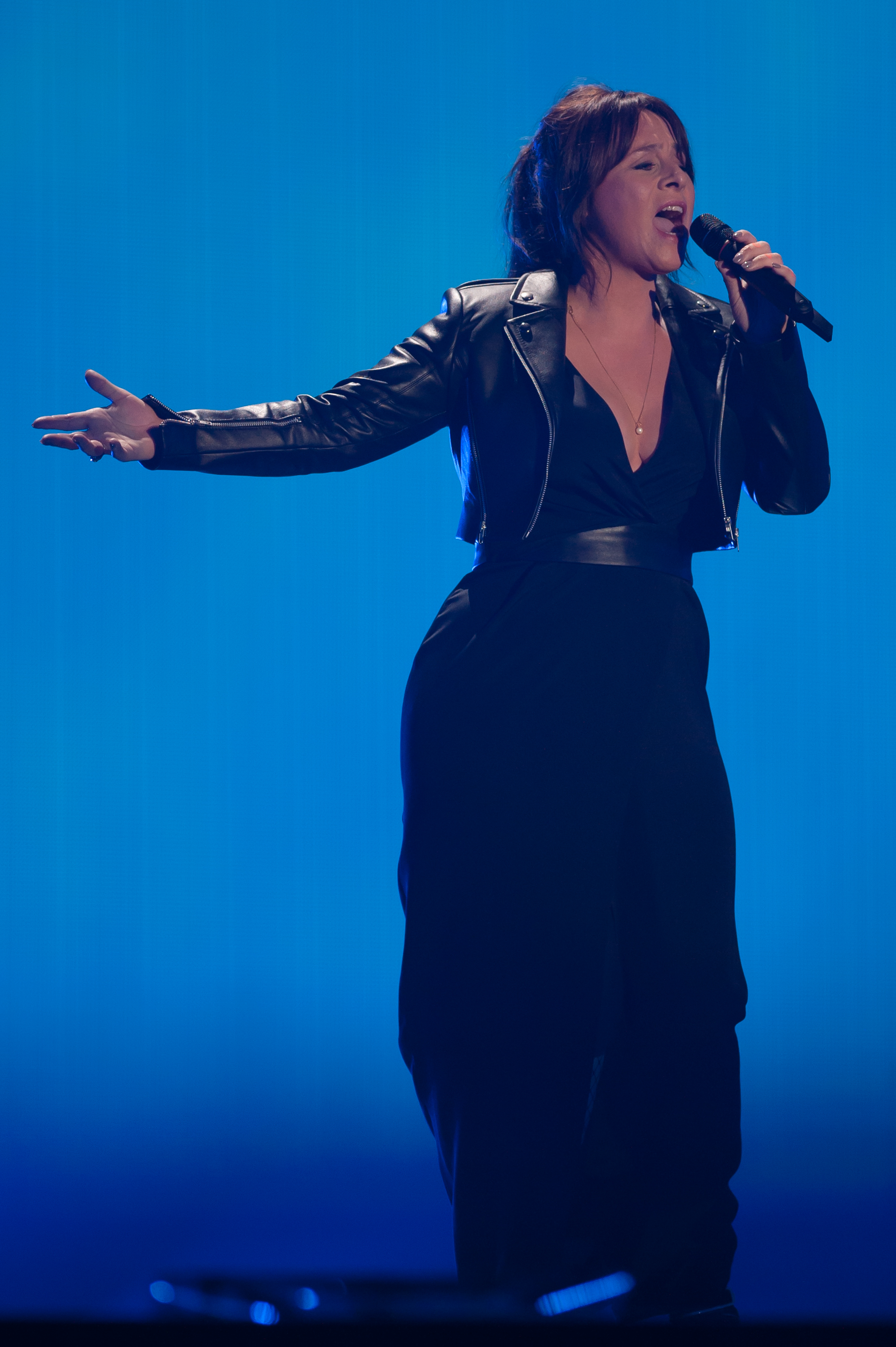
Trijntje Oosterhuis a Viena (2015)
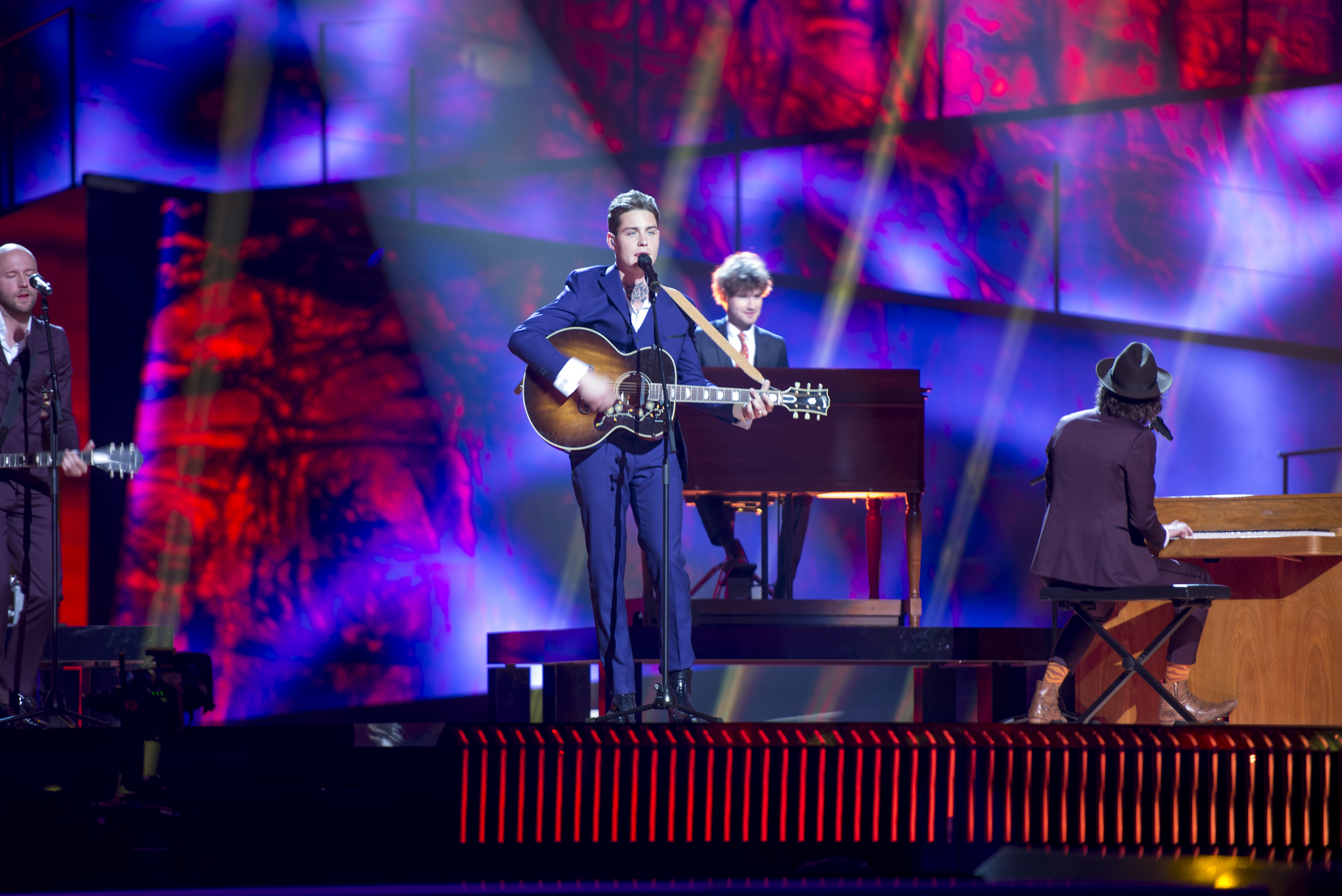
Douwe Bob a Estocolm (2016)
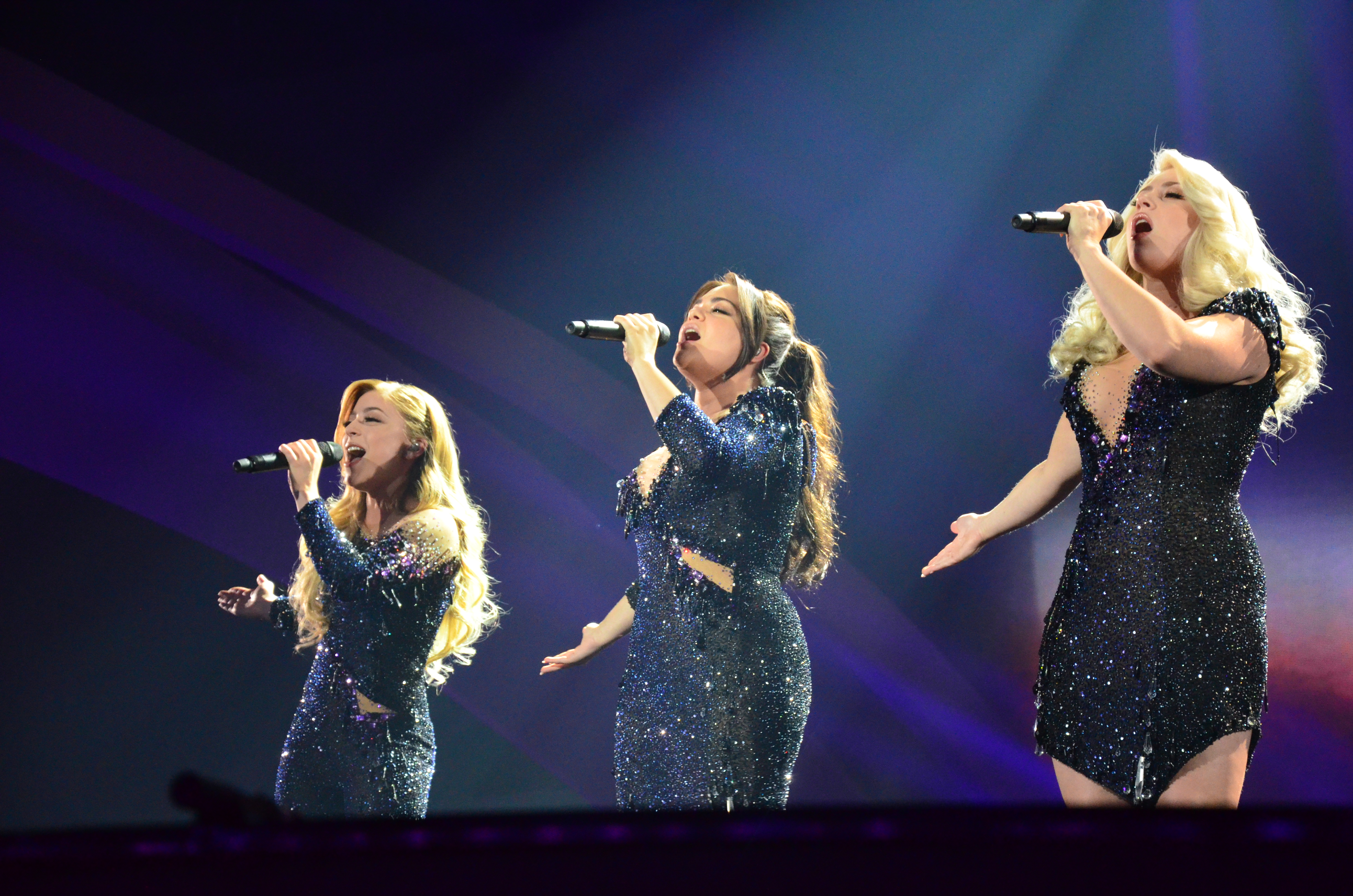
O'G3NE a Kíev (2017)
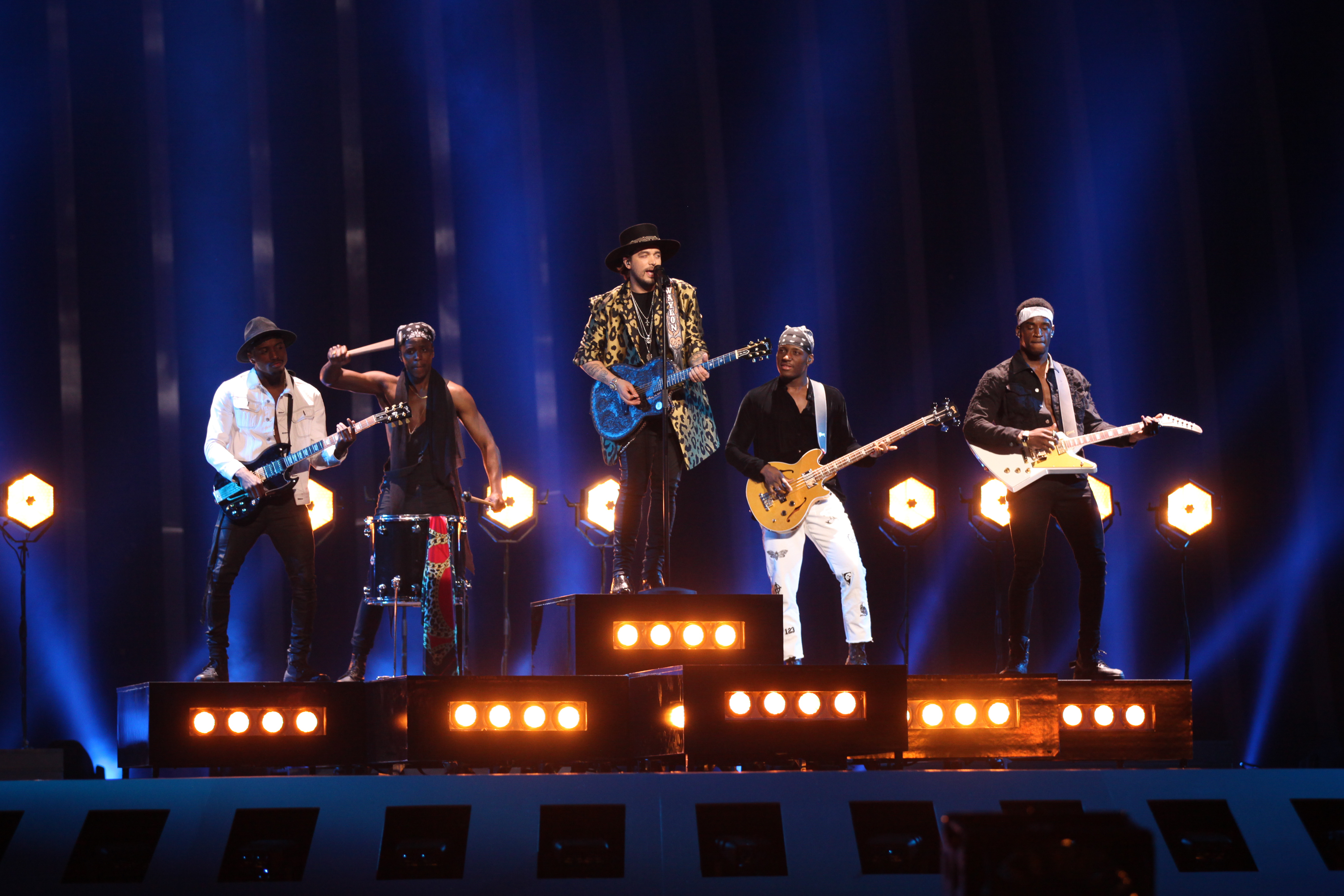
Waylon a Lisboa (2018)
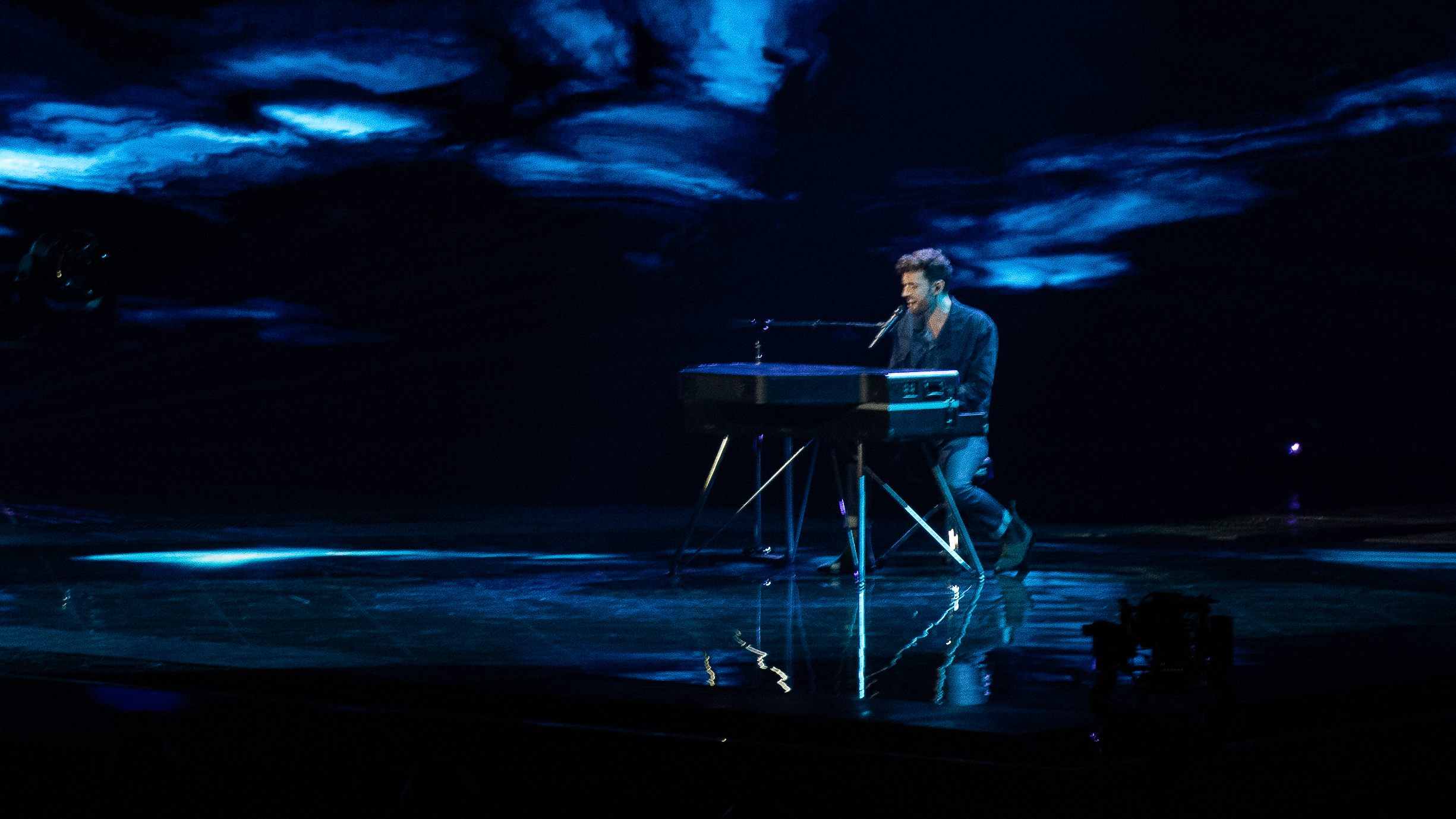
Duncan Laurence a Tel-Aviv (2019)